# Колаген

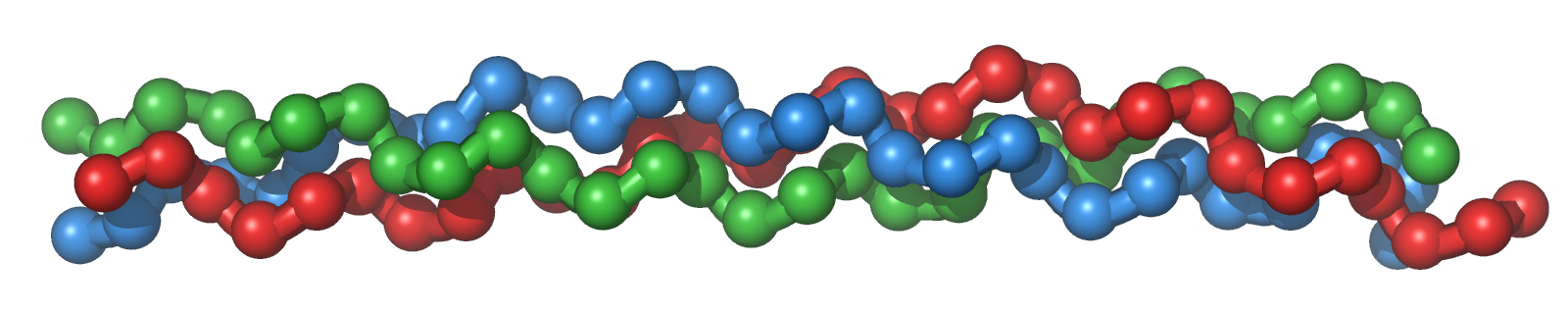
Потрійна спіраль тропоколагену

Колаге́н (від фр. collagène, утвореного від грец. κόλλα [колла] — «клей» + -γενής — «твірний») — головний білок сполучної тканини тварин та білок, що має найбільший вміст у ссавців, до 25 % від повної маси білків організму. Колаген — глікопротеїн, фібрилярний білок, що становить основу сполучної тканини організму (сухожилля, кістка, хрящ, дерма і т. ін.) і забезпечує її міцність і еластичність. Колаген відсутній у рослин, бактерій, вірусів, найпростіших та грибів.

## Історія дослідження
Вчені десятиліттями не могли зрозуміти молекулярну будову колагену. Перший доказ того, що колаген має постійну структуру на молекулярному рівні, було представлено в середині 30-х років минулого століття. З того часу багато видатних вчених, включаючи Нобелівських лауреатів, таких як, Френсіс Крік, Лайнус Полінг, Александер Річ, Ада Йонат , Гелен Берман, Вілеайнур Рамачандран працювали над будовою мономеру колагену.
Кілька суперечливих одна одній моделей (незважаючи на відому структуру кожного пептидного ланцюга) дали дорогу для створення потрійно-спіральної моделі, яка пояснила четвертинну структуру молекули колагену.

## Властивості
Продуктом денатурації колагену є желатин. Температура денатурації макромолекули колагену близька до температури фібрилогенезу. Ця властивість молекули колагену робить її максимально чутливою до мутаційних замін.
Фібриллогенез — утворення колагенових волокон у сполучній тканині шляхом складання або об'єднання в пучки фібрил — тонких білкових ниткоподібних структур усередині клітини та тканин людського організму. Фібриллогенез має важливе значення в процесі приживлення імплантанта та створення на його основі міцної, правильно функціонуючої жувальної системи. Чим міцніше створені в процесі фібриллогенезу колагенові волокна, тим міцніше сполучна тканина.

## Структура
Молекула колагену являє собою правозакручену спіраль з трьох α-ланцюгів. Таке утворення відоме під назвою тропоколагену. Один виток спіралі α-ланцюга містить три амінокислотних залишки. Молекулярна маса колагену становить близько 300 кДа, довжина 300 нм, товщина 1,5 нм.
Для первинної структури білка характерний високий вміст гліцину, низький вміст сірковмісних амінокислот і відсутність триптофану. Колаген належить до тих небагатьох білків тваринного походження, які містять залишки нестандартних амінокислот: близько 21 % від загального числа залишків припадає на 3-гідроксипролін, 4-гідроксипролін та 5-гідроксилізин. Кожен з α-ланцюгів складається з тріад амінокислот. У тріади третя амінокислота завжди гліцин, друга — пролін або лізин, перша — будь-яка інша амінокислота, крім трьох перерахованих.
Колаген існує в кількох формах. Основна структура всіх типів колагену є схожою. Колагенові волокна утворюються шляхом агрегації мікрофібрил, мають рожевий колір при забарвленні гематоксиліном і еозином і блакитний або зелений при різних трьоххромних забарвлених, при імпрегнації сріблом фарбуються в буро-жовтий колір.

## Фібрилярні структури
Тропоколагени (структурні одиниці колагену) спонтанно об'єднуються, прикріплюючись один до одного зміщеними на певну відстань кінцями, утворюючи у міжклітинній речовині більші структури. У фібрилярних колагенах молекули зміщені відносно одна одної приблизно на 67нм (одиниця, що позначається літерою «D» і змінюється в залежності від стану гідратації речовини). Загалом кожен D-період містить чотири цілих і одну п'яту молекули колагену. Величина 300 нм, поділена на 67 нм (300:67) не є цілим числом і довжина молекули колагену розділена на непостійні за величиною відрізки D. Отже, в розрізі кожного повтору D-періоду мікрофібрил є частина, що складається з п'яти молекул, названа «перекриття», і частина, що складається з чотирьох молекул — «розрив». Тропоколагени до того ж скомпоновані в шестикутну або псевдошестикутну (у поперечному розрізі) конструкцію, в кожній області «перекриття» і «розриву».
Всередині тропоколагенів є ковалентні зв'язки між ланцюгами, а також деяка непостійна кількість даних зв'язків між самими тропоколагеновими спіралями, створюючими добре організовані структури (наприклад, фібрили). Товстіші пучки фібрил формуються за допомогою білків декількох інших класів, включаючи інші типи колагенів, глікопротеїни, протеоглікани, що використовуються для формування різних типів тканин з різних комбінацій одних і тих же основних білків. Нерозчинність колагену була перешкодою для вивчення мономеру колагену до того моменту, як було виявлено, що можливо отримати тропоколаген молодої тварини, оскільки він ще не утворив сильних зв'язків з іншими субодиницями фібрили. З часом, вдосконалення мікроскопів і рентгенівських апаратів полегшили дослідження, з'являлося все більше докладних зображень структури молекули колагену. Ці відкриття дуже важливі для кращого розуміння того, як структура колагену впливає на зв'язки між клітинами і міжклітинною речовиною, як тканини змінюються під час росту і регенерації, як вони змінюються під час ембріонального розвитку і при патології.
Колагенова фібрила — це напівкристалічна структурна одиниця колагену. Колагенові волокна — це пучки фібрил.

## Використання
Застосовується для омолодження та догляду за шкірою обличчя, шиї і декольте, а також для догляду за шкірою інших делікатних ділянок тіла; при догляді за жирною проблемною шкірою, під час процедур після хімічних і лазерних пілінгів; в салонних програмах — як основа під маски; при не хірургічному ліфтингу обличчя, після хірургічної пластичної операції; для лікувального і тонізуючого масажу, після депіляції, після пілінгу; для зміцнення нігтів, нігтьового ложа, для розм'якшення загрубілої шкіри, мозолів, для відновлення і зміцнення волосяного покриву на голові і відновлення кольору волосся; для підтримки у відмінному стані здоров'я як БНВ (біологічно необхідна речовина), при опіках, для безрубцевого загоєння ран, при пародонтозі, як профілактичний засіб при артриті та ревматизмі.

## Підвищення рівня колагену

### Салонні процедури
Існує кілька салонних процедур, що стимулюють вироблення власного колагену.
- Іонофорез. Колаген у вигляді маски наноситься на шкіру, обличчя накривають плівкою, а зверху прикріплюють електроди. Під впливом струму подразнюються шкірні рецептори, колаген розпадається, через протоки сальних залоз потрапляє на певну глибину і накопичується в шкірі.
- Мезотерапія. Гель на основі колагену з допомогою ін'єкцій вводять вглиб шкіри, де він зберігається близько 9 місяців. Весь цей час клітини намагаються розчинити чужорідний матеріал, в процесі чого стимулюється вироблення власного колагену. Проте, на такі ін'єкції часто виникають алергічні реакції, тож перед процедурою необхідно виконати алергопроби.
- Рідоліз. У середній шар шкіри вводяться голчасті електроди, через які подається високочастотний струм. Він викликає пошкодження сполучної тканини і реактивний набряк. У відповідь організм починає виробляти нові колагенові волокна.[3]

### Внутрішній прийом
Колаген входить до складу багатьох вітамінних комплексів і харчових добавок. Популярності набувають і страви з колагеном. У так званих ресторанах краси колагеновий порошок змішують з м'ясними та рибними стравами, подають пампушки з колагеновим наповнювачем і салат з колагену і морських водоростей. Людський організм погано засвоює цілісний білок колаген з їжі через великий розмір його молекул, близько 300 000 Да. Тому в спеціалізованому харчуванні (спортивному, дитячому) використовують білок колаген, який гідролізований до коротких пептидів амінокислот. В такій формі продукт засвоюється легко і майже повністю[джерело?], залежно від стану організму. Гідролізація білку колагену в даному випадку відбувається за допомогою ферментативного гідролізу.

## Походження косметологічного колагену
- Тваринний. Його отримують зі шкіри великої рогатої худоби.
- Рослинний. Такого колагену не існує. Продукти, які пропонуються під такими назвами не мають жодного стосунку до колагену, а є вуглеводами.
- Морський або рибний. Видобувають з молюсків та риб.

## Наукові дослідження
У 2005 році американські вчені заявили, що їм вдалося виділити колаген зі збережених м'яких тканин тиранозавра і використовувати його хімічний склад як ще один доказ спорідненості динозаврів із сучасними птахами. Проте наступні наукові роботи поставили під сумнів ці заяви. Тим не менш, в науковій літературі з'являються повідомлення про виявлення у скам'янілостях структур, подібних до волокон колагену.

### Наукові дослідження в медицині
Біосинтез колагену — складний ферментативний багатостадійний процес, який повинен бути забезпечений достатньою кількістю вітамінів і мінеральних елементів. Синтез протікає в фібробласти і ряд стадій поза фібробласта. Важливий момент у синтезі — реакції гідроксилювання, які відкривають шлях подальшим модифікаціям, необхідним для дозрівання колагену. Каталізують реакції гідроксилювання специфічні ферменти. Так, утворення 4-оксипроліну каталізує пролінгідроксілаза, в активному центрі якої знаходиться залізо. Фермент активний у тому випадку, якщо залізо знаходиться в двовалентній формі, що забезпечується аскорбіновою кислотою (вітамін С). Дефіцит аскорбінової кислоти порушує процес гідроксилювання, що впливає на подальші стадії синтезу колагену — глікозилювання, відщеплення N-і С-кінцевих пептидів та ін. У результаті синтезується аномальний колаген, пухкіший. Ці зміни лежать в основі розвитку цинги.